# Tolu-e-Islam
Tolu-e-Islam (en català: Ressorgiment de l'Islam), també conegut com a Bazm-e-Tolu-e-Islam, és una organització que se centra en la comprensió de l'Alcorà mitjançant una metodologia lògica, empírica i amb l'aplicació apropiada de les normatives de l'àrab clàssic. Les paraules “Tolu-e-Islam,” traduïdes com a “alba” o “ressorgiment” de l'Islam, van sorgir de "Tulu'i Islam", títol d'un poema del filòsof i poeta Muhammad Iqbal.

## Història i filosofia
El moviment va ser iniciat per Muhammad Iqbal, i posteriorment liderat per Ghulam Ahmed Pervez. En els seus escrits i en els seus discursos, Ghulam Ahmed Pervez, successor d'Iqbal com a principal líder del Tolu-e-Islam, ha analitzat de manera deductiva els versos de l'Alcorà amb poc o cap èmfasi en el hadith. També va proveir un nou comentari sobre l'Alcorà a partir d'una nova transcripció dels versos claus, basant-se en les normes pròpies de l'àrab clàssic i les seves convencions, les quals han estat ignorades per les principals sectes de l'Islam. A més, també va publicar un diccionari sobre l'Alcorà (Lughat-ul-Quran), traduint moltes de les paraules clau utilitzades en aquesta obra. Ghulam Ahmed Pervez no va rebutjar tots els hadiths; no obstant, només acceptava els haddiths els quals "estiguin en concordança amb l'Alcorà o que no toquin el caràcter del profeta o els seus companys". The organization publishes and distributes books, pamphlets, and recordings of Pervez's teachings.

## Afiliació
Tolu-e-Islam no pertany a cap partit polític ni pertany a cap grup religiós o secta. Es considera estrictament contrari a les sectes, ja que considera que la creació de sectes o divisions dins de l'Islam és tant greu com el "Shirk", és a dir, el rebuig del monoteisme. Tolu-e-Islam busca propagar l'ensenyament de l'Alcorà per establir el sistema del “Khilafat ‘Ala Minhaj-e-Risalat” (la regència directa de Déu sobre la terra, amb l'Alcorà com a única font d'on deriva la llei).